# Мрежница

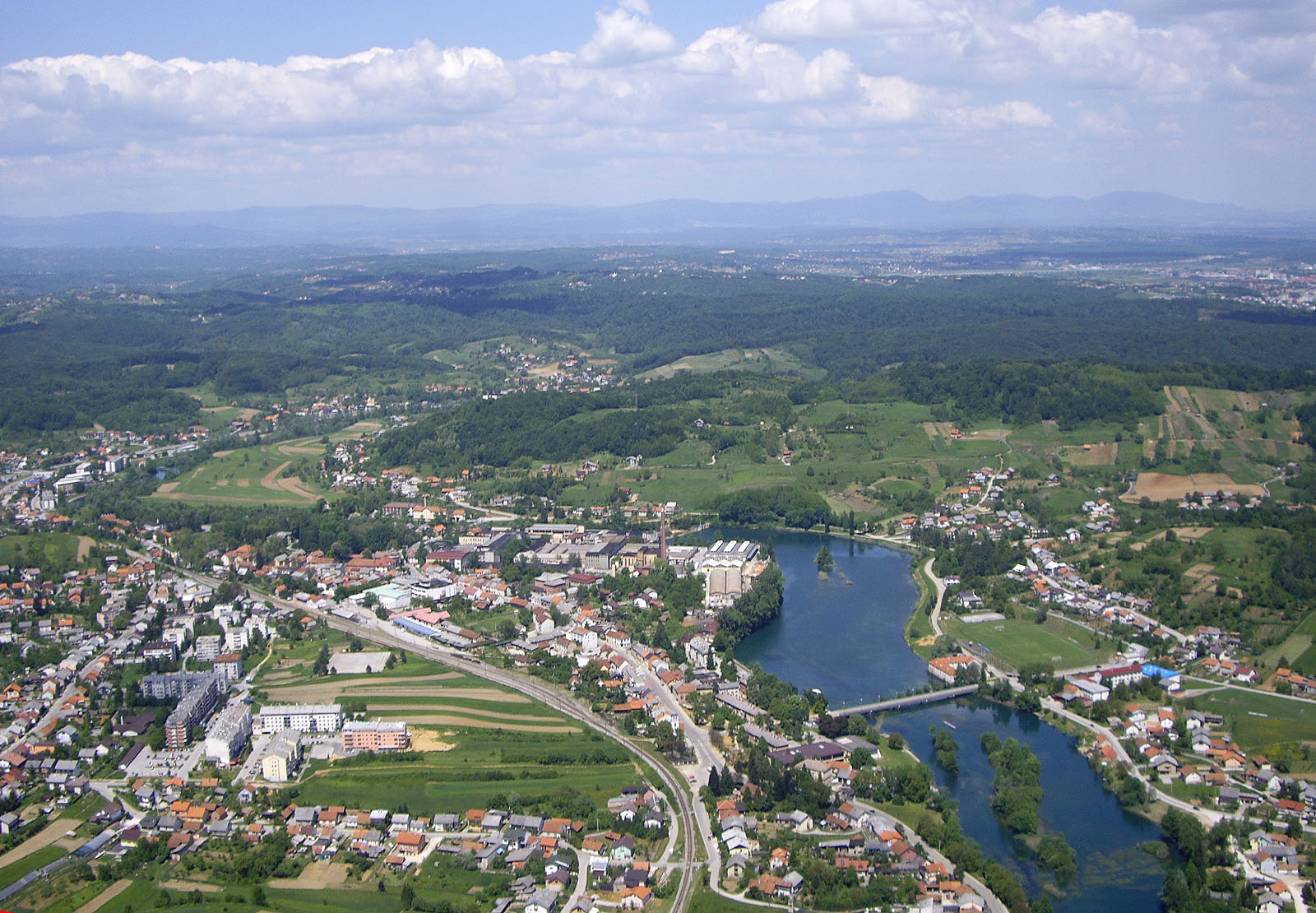
Мрежница в городе Дуга-Реса

Мре́жница (хорв. Mrežnica) — река в Хорватии, левый приток Кораны. Длина реки — 63 км, площадь водосборного бассейна — 64 км². Принадлежит бассейну Савы и Дуная.
Мрежница берёт начало в горах Лики в нескольких километрах к западу от города Слунь. В верхнем течении носит горный характер, в русле многочисленные водопады и пороги. Мрежница почти на всём протяжении течёт на север параллельно Коране (на востоке) и Добре (на западе). Крупных притоков нет.
В нижнем течении характер реки более спокойный. За несколько километров до устья Мрежница протекает город Дуга-Реса, ниже впадает в Корану на территории города Карловац, сама Корана через 4 километра, также в черте Карловца, впадает в свою очередь в Купу.
В Мрежнице чистая вода, она богата рыбой, в частности в ней водятся щуки и лососёвые. Пользуется популярностью у любителей рыбной ловли.